# شرباص (دمياط)
شرباص هي إحدى قرى مركز فارسكور التابع لمحافظة دمياط بجمهورية مصر العربية.

## التاريخ
قرية شرباص من القرى القديمة، حيث وردت باسم «شرباص» في أعمال الدقهلية ضمن قرى الروك الصلاحي التي أحصاها ابن مماتي في كتاب قوانين الدواوين، كما وردت باسم «شرباص» في أعمال دمياط ضمن قرى الروك الناصري التي أحصاها ابن الجيعان في كتاب «التحفة السنية بأسماء البلاد المصرية». وفي العصر العثماني وردت باسم «شرباص» في التربيع العثماني الذي أجراه الوالي العثماني سليمان باشا الخادم في عصر السلطان العثماني سليمان القانوني ضمن قرى ولاية الدقهلية، وفي تاريخ 1228هـ/1813م الذي عدّ قرى مصر بعد المسح الذي قام به محمد علي باشا باسم «شرباص» ضمن قرى مديرية الدقهلية.